# Cerithium
Cerithium es un género de pequeños a medianos moluscos gasterópodos pertenecientes a la familia Cerithiidae.

## Registro fósil
El género abarca desde el Triásico hasta la actualidad y se han encontrado conchillas de sus distintas especies en todo el mundo.  En Argentina se han hallado ejemplares aún no descriptos en la Formación Agrio de la Cuenca Neuquina.

## Especies
Especies incluidas en el género:
- Cerithium abditum  Houbrick, 1992
- Cerithium adustum Kiener, 1841
- Cerithium africanum  Houbrick, 1992
- Cerithium albolineatum  Bozzetti, 2008
- Cerithium alexandri  Tomlin, 1923
- Cerithium alucastrum  (Brocchi, 1814)
- Cerithium atratum  (Born, 1778)
- Cerithium atromarginatum  Dautzenberg & Bouge, 1933
- Cerithium balletoni  Cecalupo, 2009
- Cerithium balteatum  Philippi, 1848
- Cerithium bayeri  (Petuch, 2001)
- Cerithium boeticum  Pease, 1860
- Cerithium browni (Bartsch, 1928)
- Cerithium buzzurroi  Cecalupo, 2005
- Cerithium caeruleum  Sowerby, 1855
- Cerithium cecalupoi  Cossignani, 2004
- Cerithium citrinum  Sowerby, 1855
- Cerithium claviforme  Schepman, 1907
- Cerithium columna  Sowerby, 1834
- Cerithium coralium  Kiener, 1841
- Cerithium crassilabrum  Krauss, 1848
- Cerithium dialeucum  Philippi, 1849
- Cerithium eburneum  Bruguière, 1792
- Cerithium echinatum  Lamarck, 1842
- Cerithium egenum  Gould, 1849
- Cerithium flemischi  Martin, 1933
- Cerithium gallapaginis G.B. Sowerby, 1855
- Cerithium gemmatum Hinds, 1844
- Cerithium georgianum  Pfeffer, 1886
- Cerithium gloriosum  Houbrick, 1992
- Cerithium gracilis Philippi, 1836
- Cerithium guinaicum  Philippi, 1849
- Cerithium heteroclites  Lamarck, 1822
- Cerithium ianthinum  Gould, 1849
- Cerithium interstriatum  Sowerby, 1855
- Cerithium ivani  Cecalupo, 2008
- Cerithium janthinum  (Gould, 1849 in 1846-50) : sinónimo de Cerithium zebrum Kiener, 1841
- Cerithium kobelti  Dunker, 1877 : sinónimo de Cerithium dialeucum Philippi, 1849
- Cerithium koperbergi  Schepman, 1907
- Cerithium kreukelorum van Gemert, 2012[6]
- Cerithium leptocharactum  Rehder, 1980
- Cerithium lifuense  Melvill & Standen, 1895
- Cerithium lindae  Petuch, 1987
- Cerithium lissum  Watson, 1880
- Cerithium litteratum  (Born, 1778)
- Cerithium lividulum  Risso, 1826
- Cerithium lutosum  Menke, 1828
- Cerithium maculosum Kiener, 1841
- Cerithium madreporicola  Jousseaume, 1930
- Cerithium matukense  Watson, 1886
- Cerithium mediolaeve Carpenter, 1857
- Cerithium moniliferum Kiener, 1842 : sinónimo de Clypeomorus batillariaeformis Habe & Kosuge, 1966
- Cerithium munitum  Sowerby, 1855
- Cerithium muscarum  Say, 1832
- Cerithium nesioticum  Pilsbry & Vanatta, 1906
- Cerithium nicaraguense Pilsbry & Lowe, 1932
- Cerithium nodulosum  Bruguière, 1792
- Cerithium novaehollandiae  Adams in Sowerby, 1855
- Cerithium ophioderma  (Habe, 1968)
- Cerithium pacificum  Houbrick, 1992
- Cerithium phoxum  Watson, 1880
- Cerithium placidum  Gould, 1861
- Cerithium protractum  Bivona Ant. in Bivona And., 1838
- Cerithium punctatum  Bruguière, 1792
- Cerithium rehderi  Houbrick, 1992
- Cerithium renovatum  Monterosato, 1884
- Cerithium rostratum  Sowerby, 1855
- Cerithium rubus  Deshayes, 1843 : sinónimo de Cerithium echinatum Lamarck, 1822
- Cerithium rueppelli  Philippi, 1848
- Cerithium salebrosum  Sowerby, 1855
- Cerithium scabridum  Philippi, 1848
- Cerithium scobiniforme  Houbrick, 1992
- Cerithium spinosum Philippi, 1836
- Cerithium stercumuscarum Valenciennes, 1833
- Cerithium tenellum  Sowerby, 1855
- Cerithium torresi  Smith, 1884
- Cerithium torulosum  (Linnaeus, 1767)
- Cerithium traillii  Sowerby, 1855
- Cerithium tuberculatum  (Linnaeus, 1767)
- Cerithium uncinatum (Gmelin, 1791)
- Cerithium virgatum  Montfort, 1810 (nomen dubium)
- Cerithium vulgatum  Bruguière, 1792
- Cerithium zebrum  (Kiener, 1841)
- Cerithium zonatum  (Wood, 1828)

## Galería

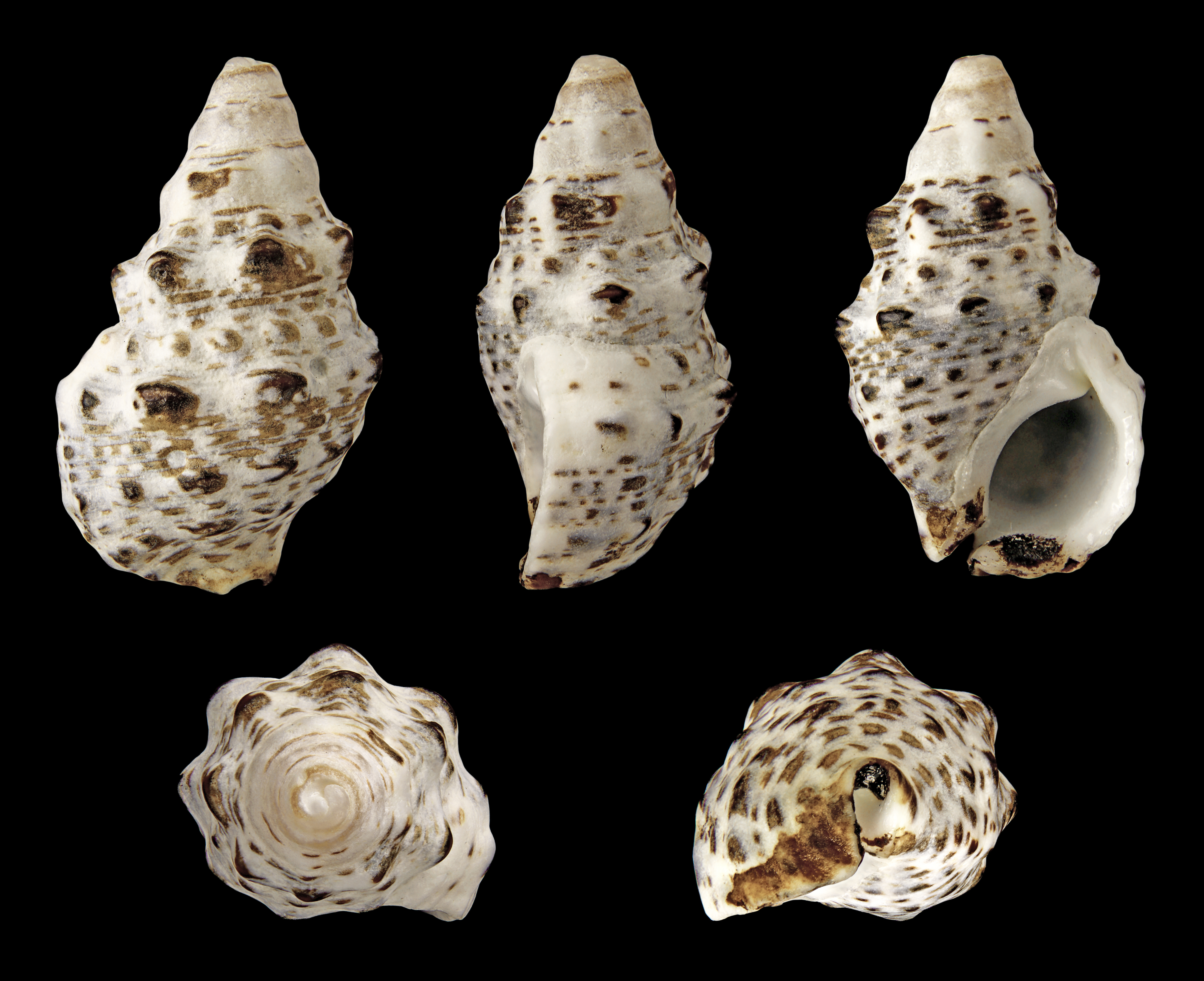
Cerithium caeruleum
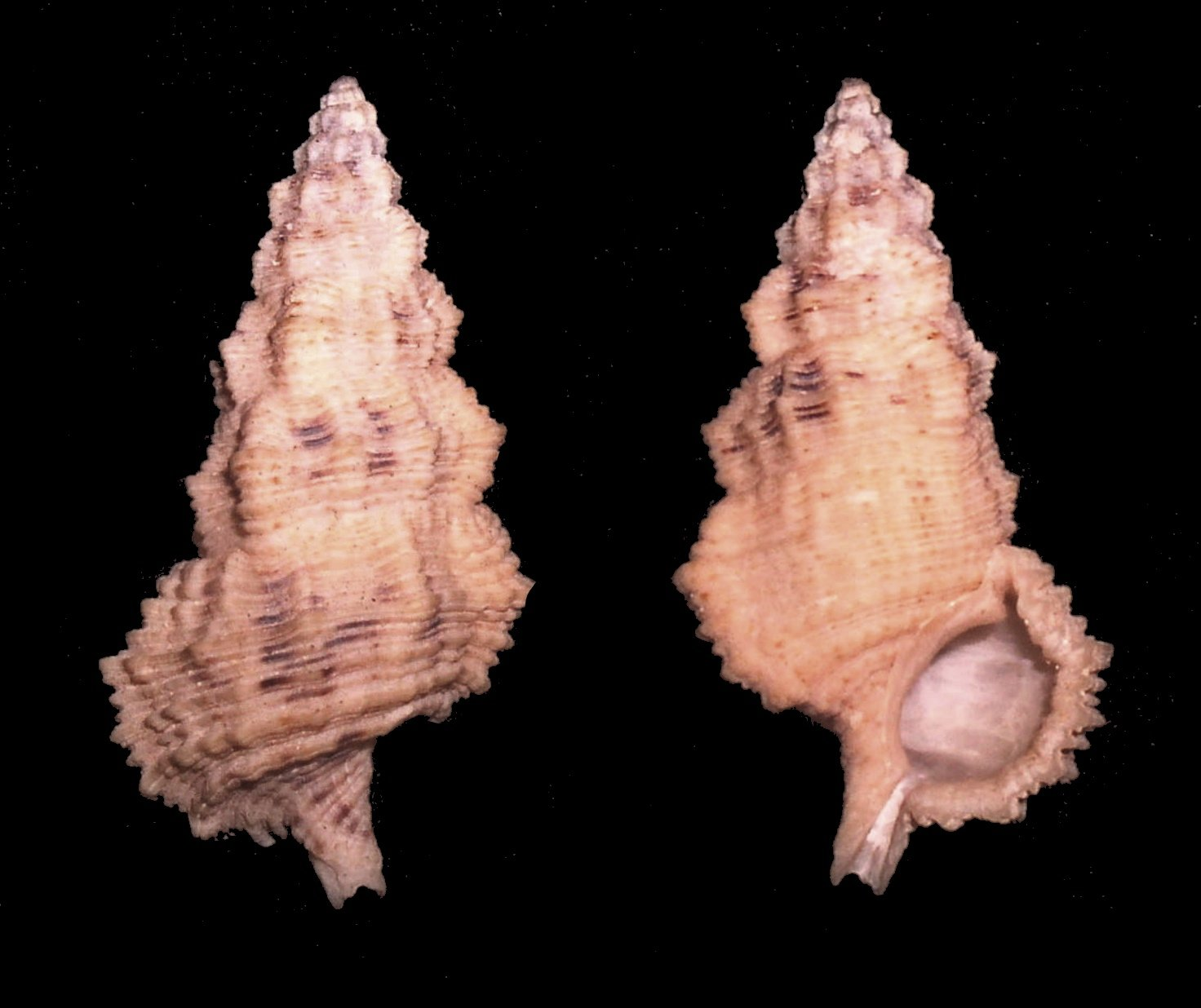
Cerithium columna
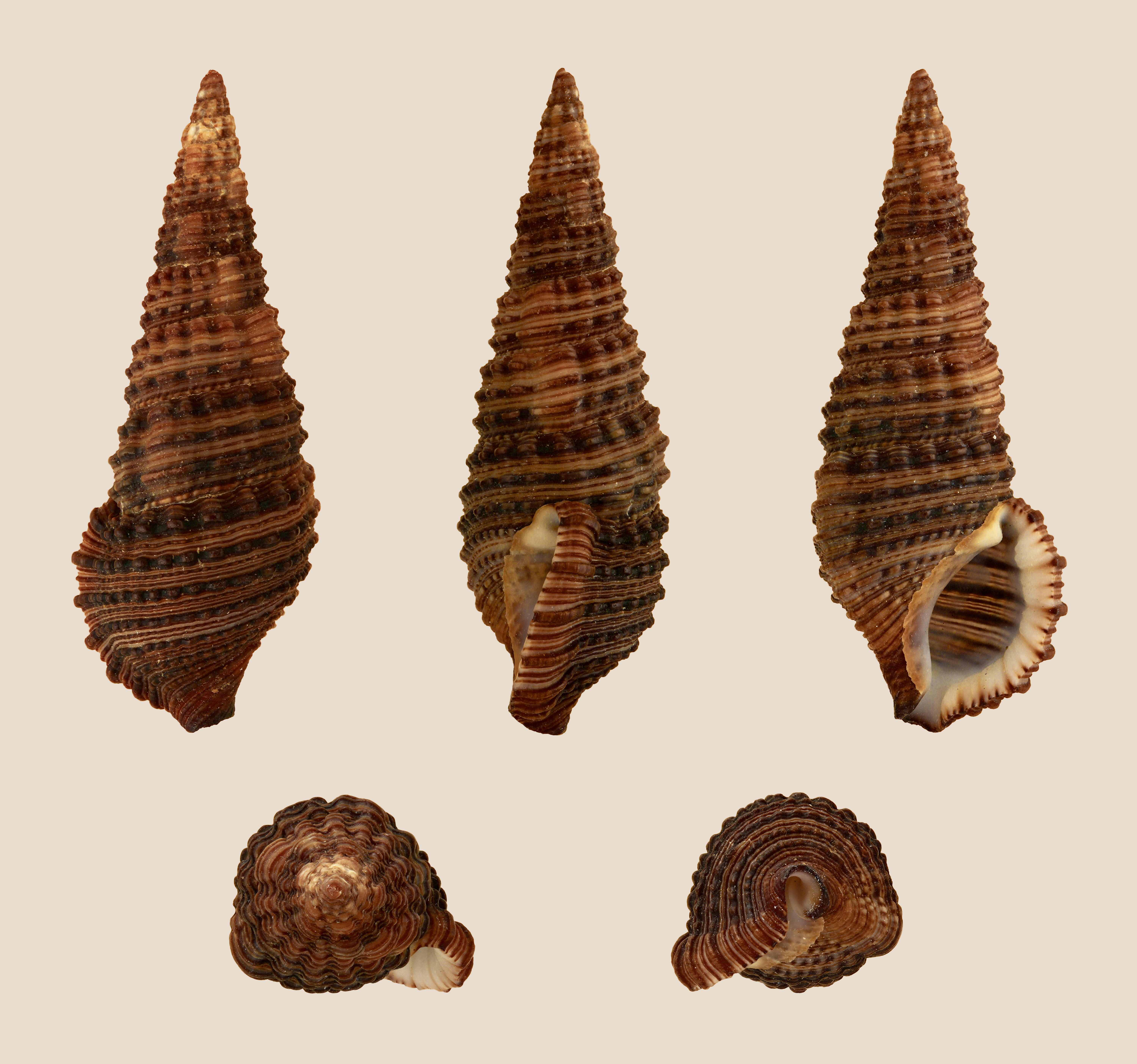
Cerithium coralium
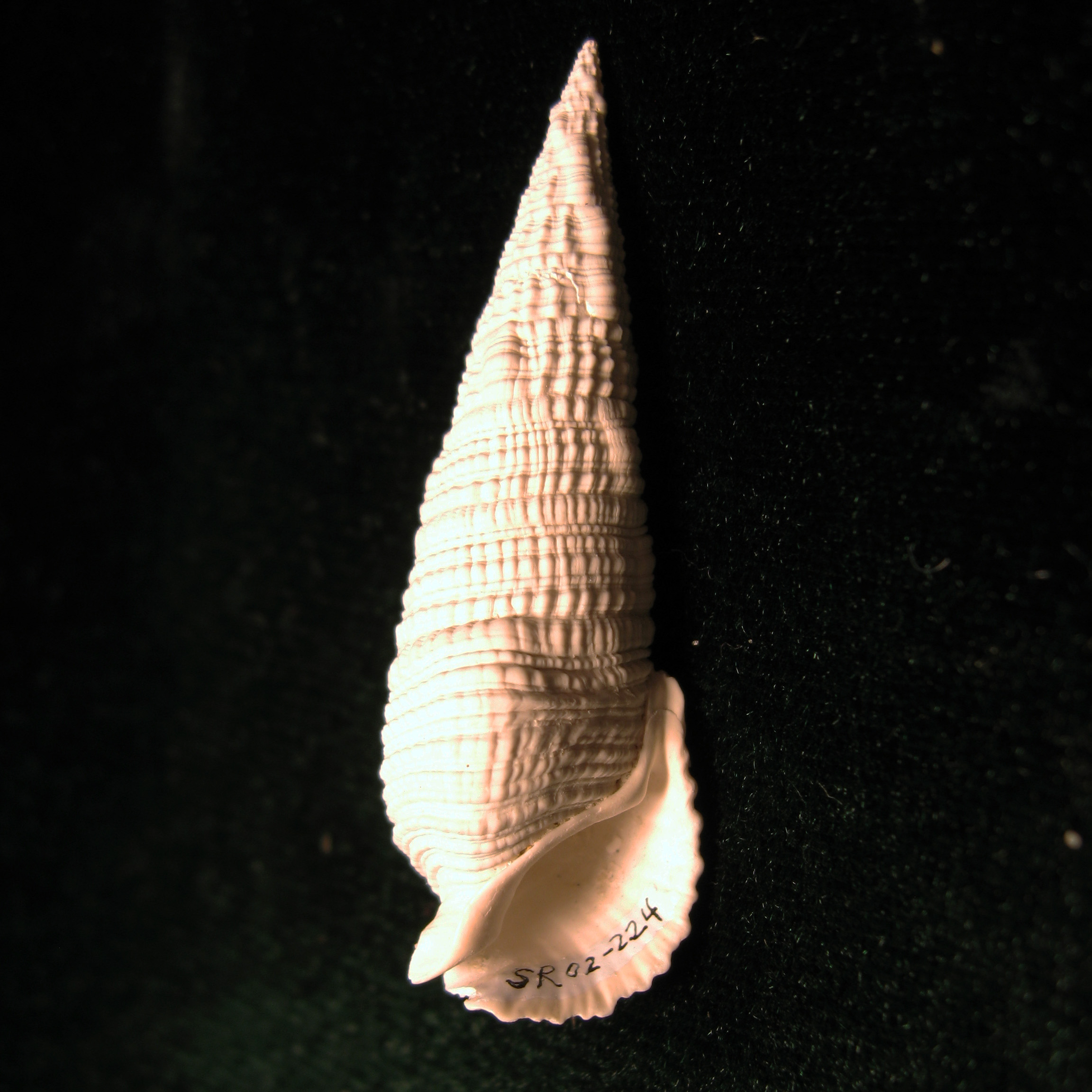
Cerithium dalli
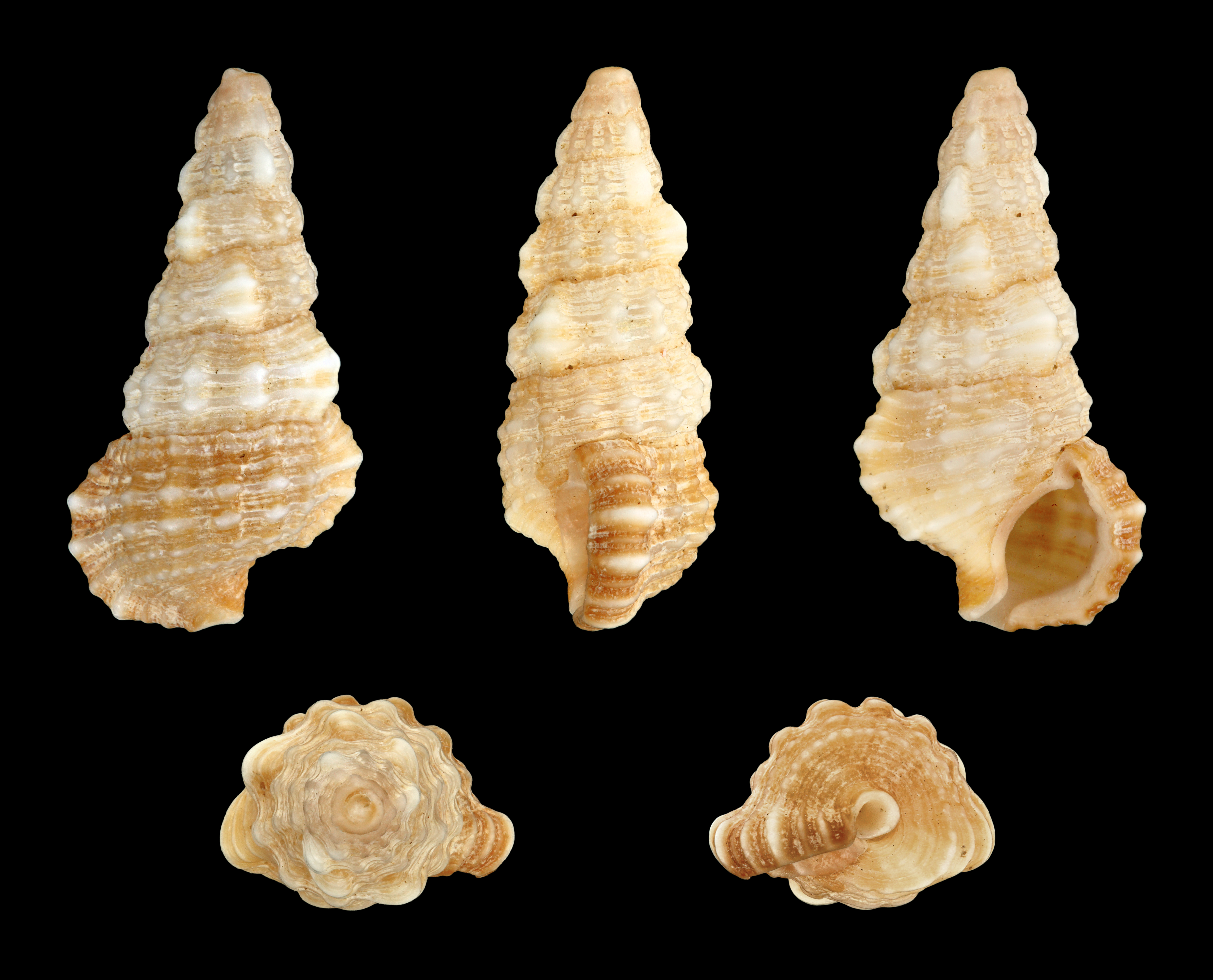
Cerithium dialeucum
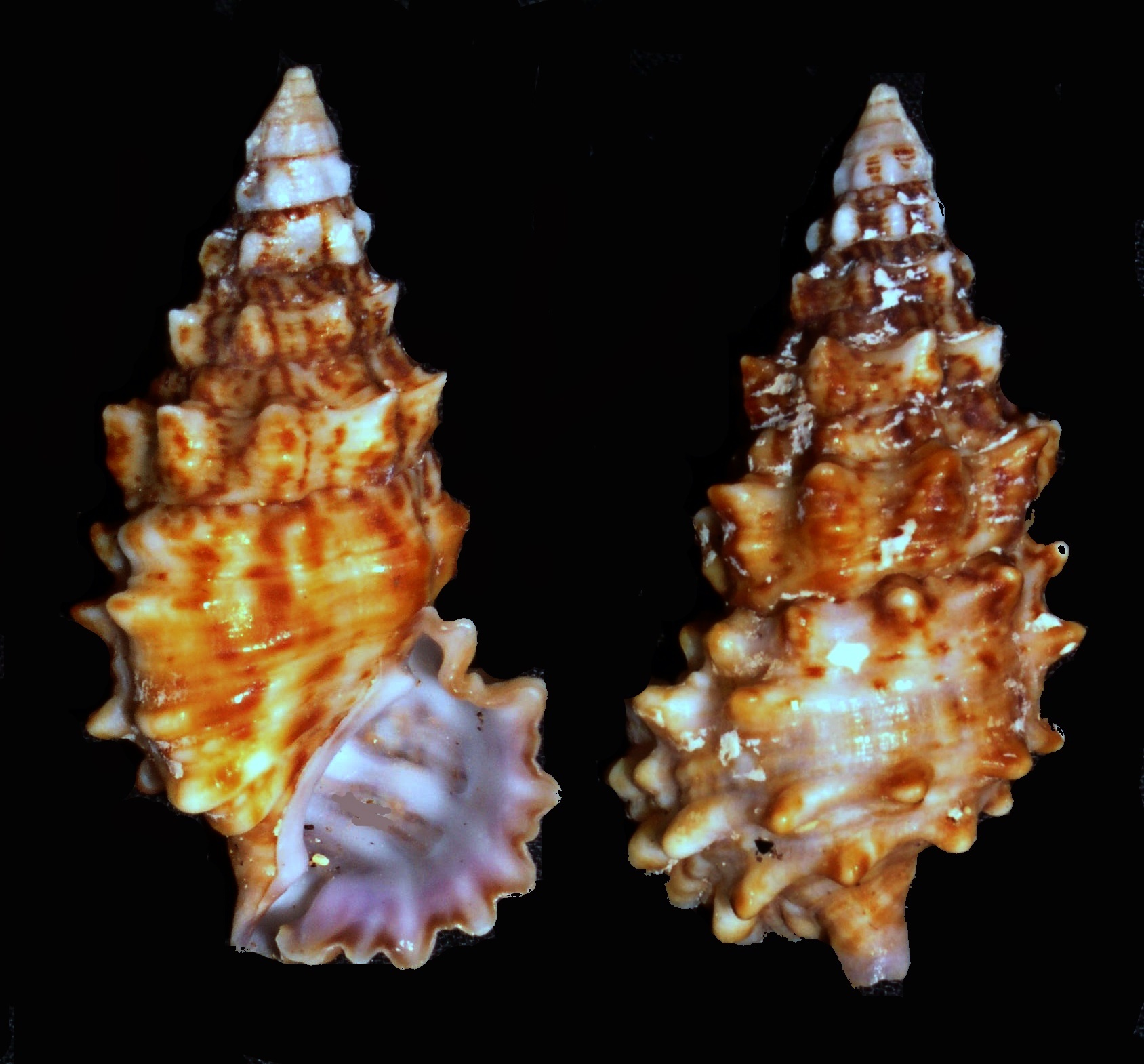
Cerithium echinatum
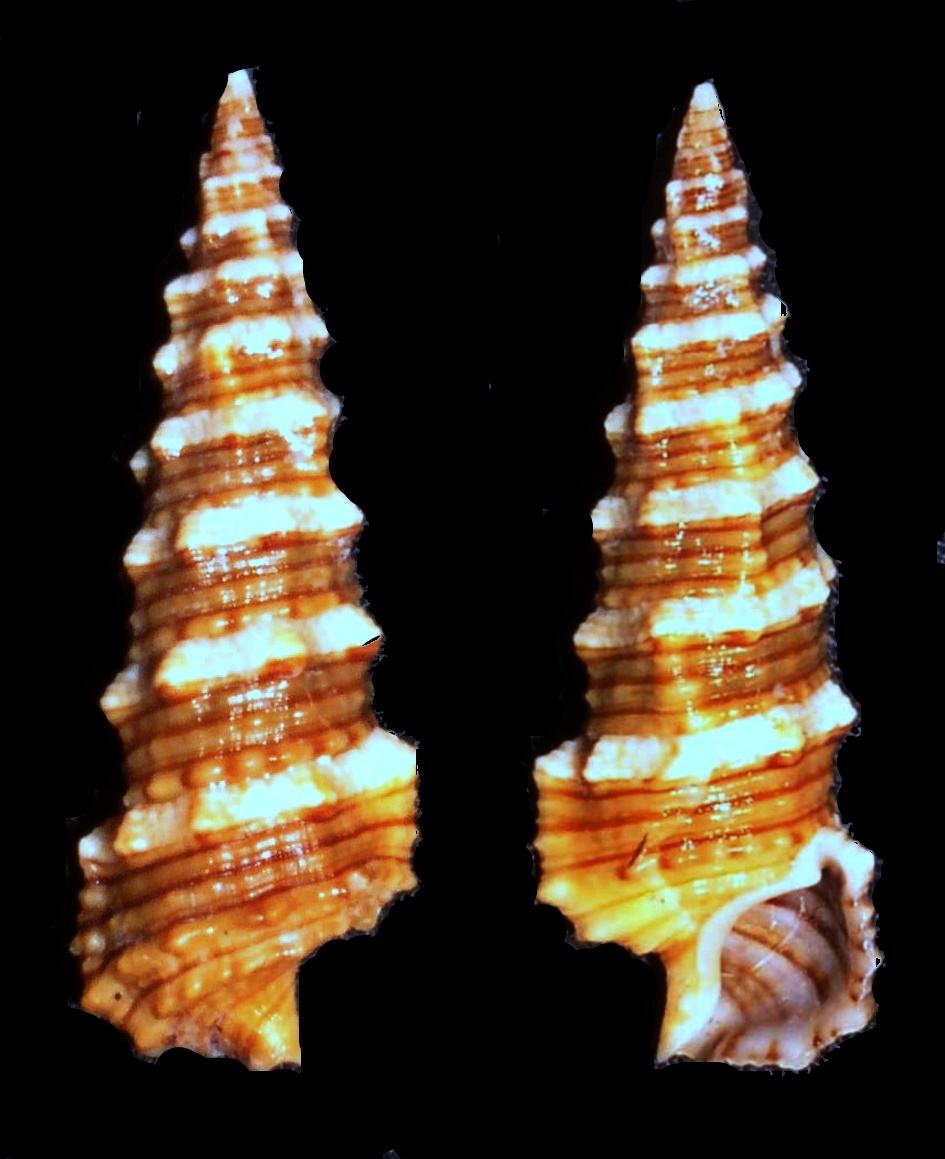
Cerithium lifuense
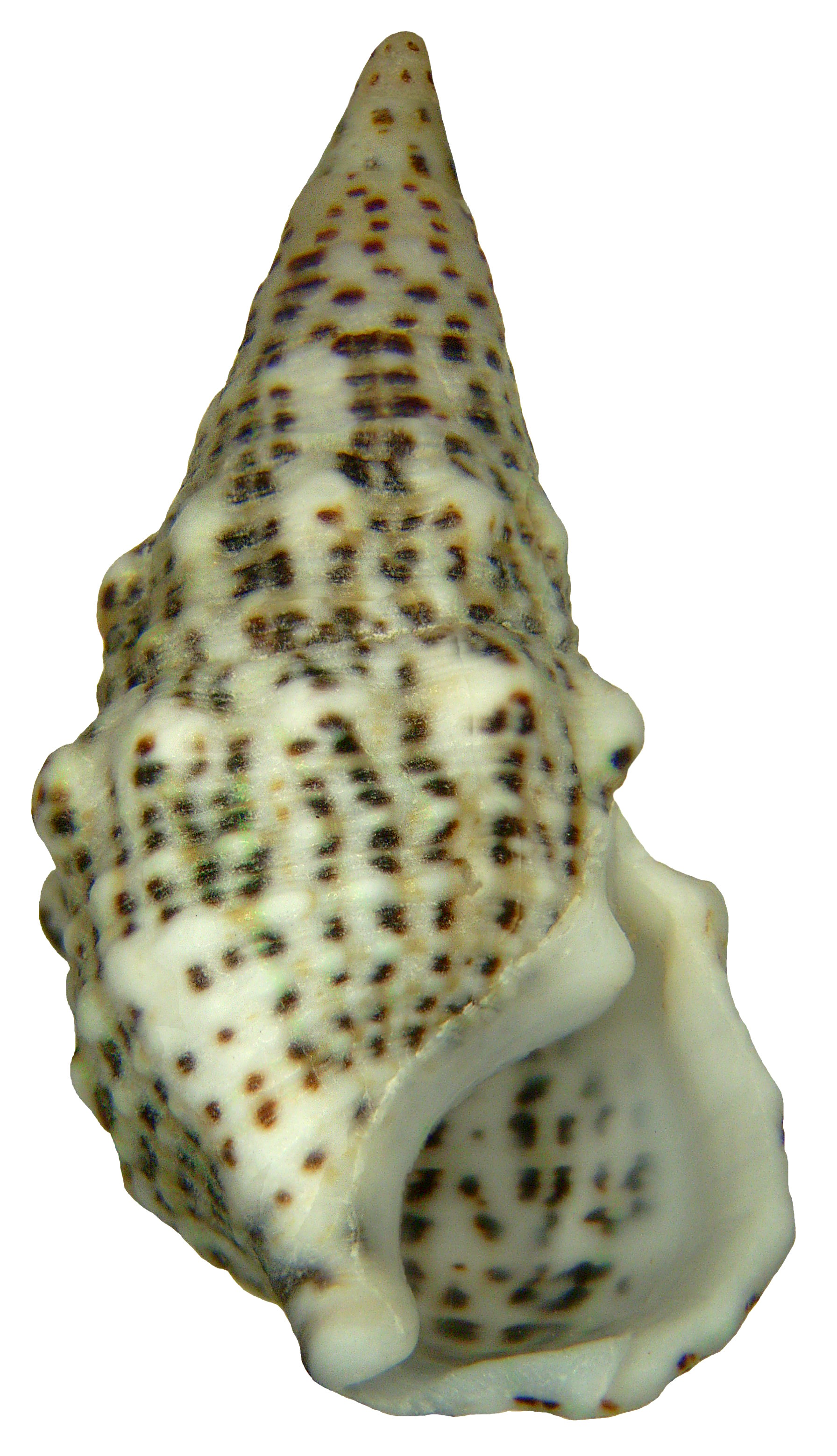
Cerithium litteratum
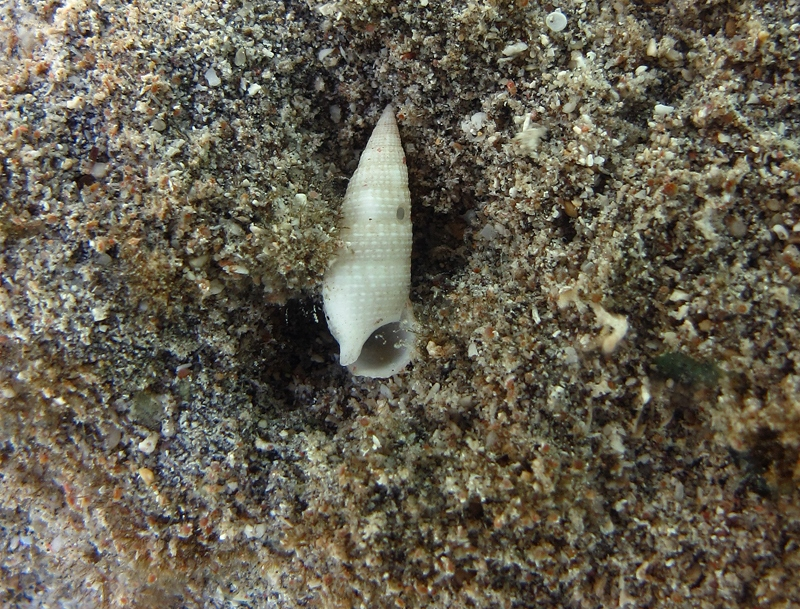
Cerithium nesioticum
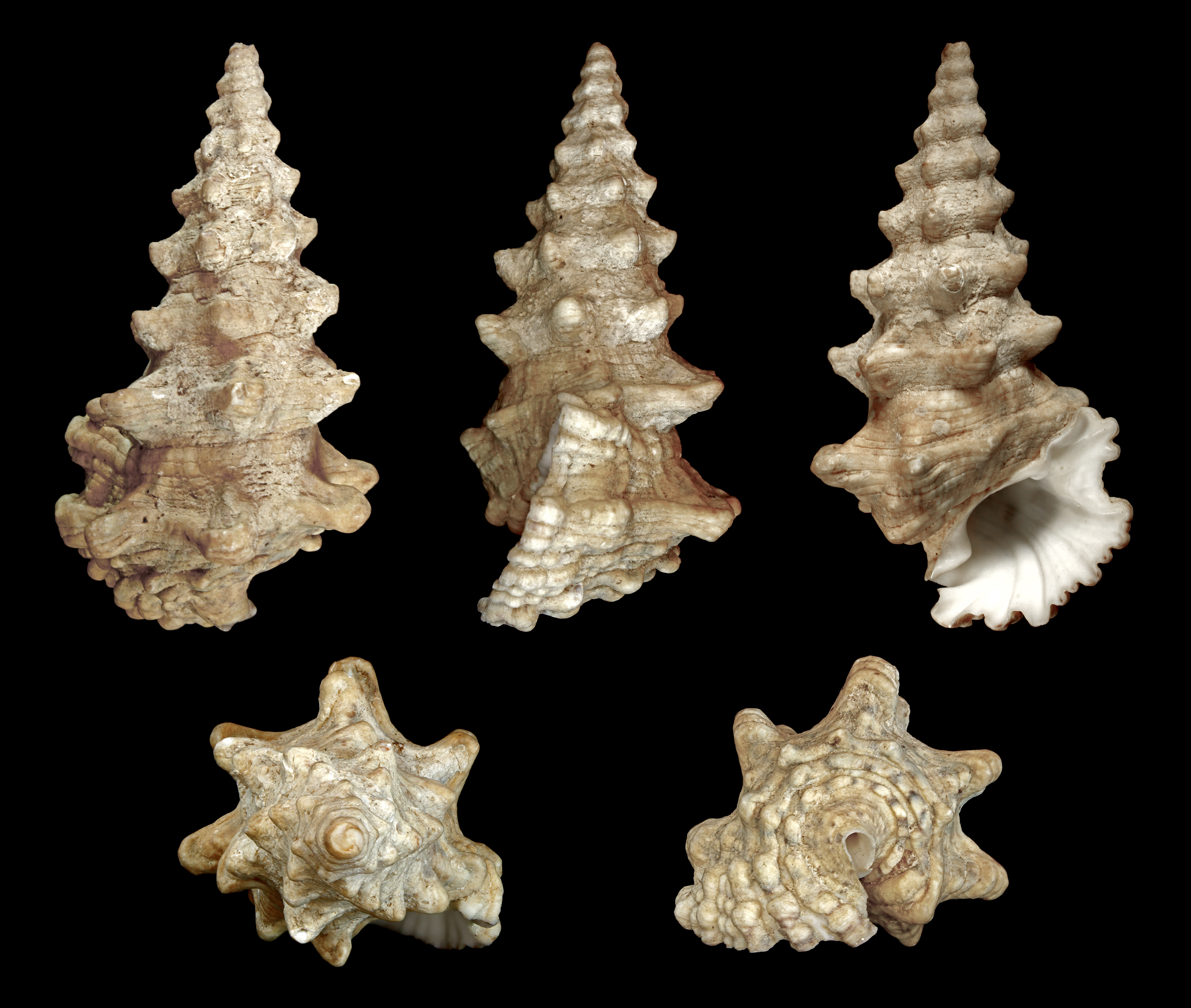
Cerithium nodulosum
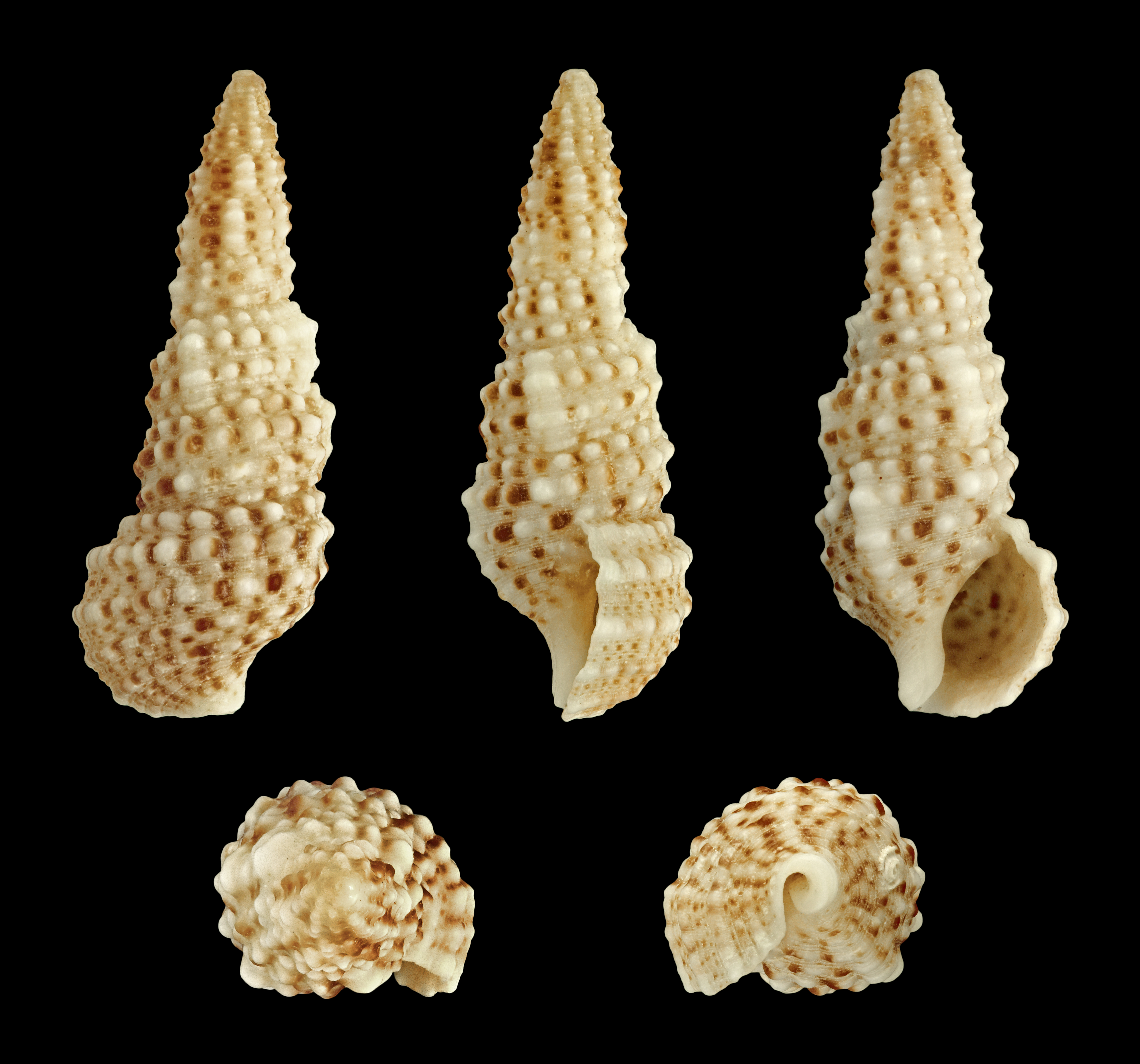
Cerithium scabridum
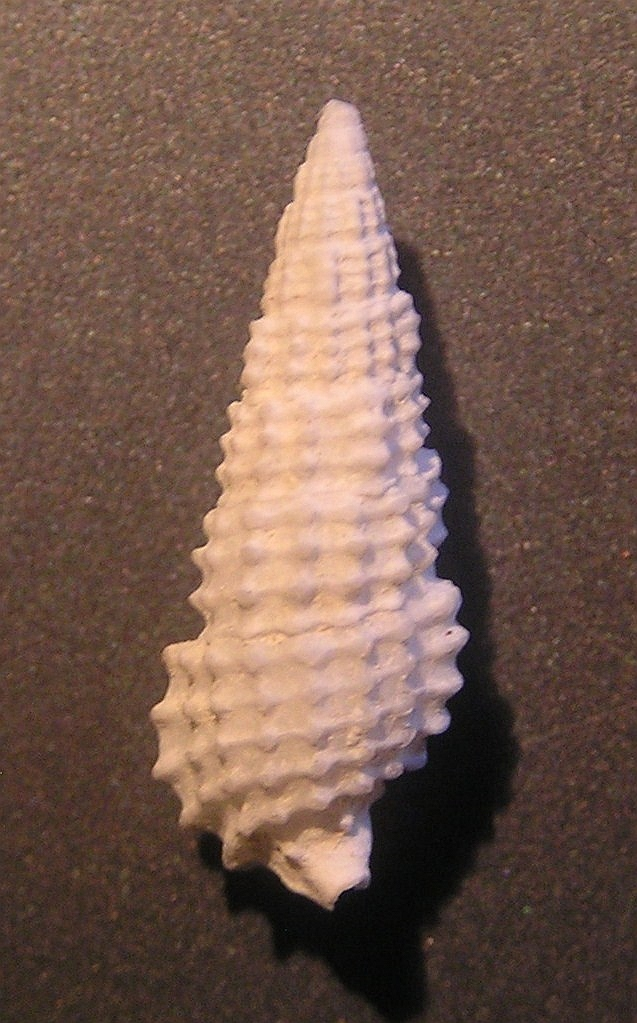
Cerithium scobiniforme
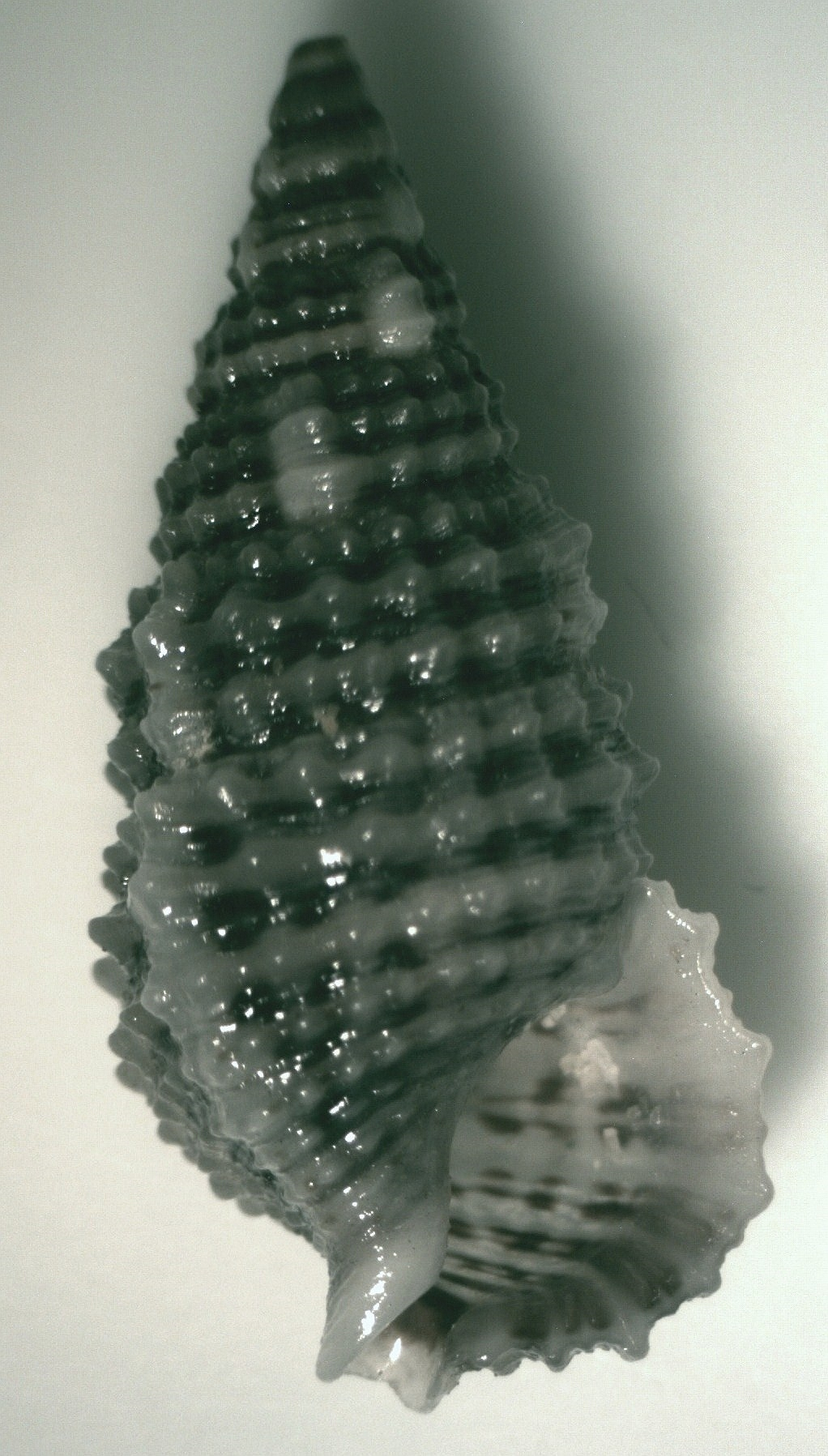
Cerithium tenellum
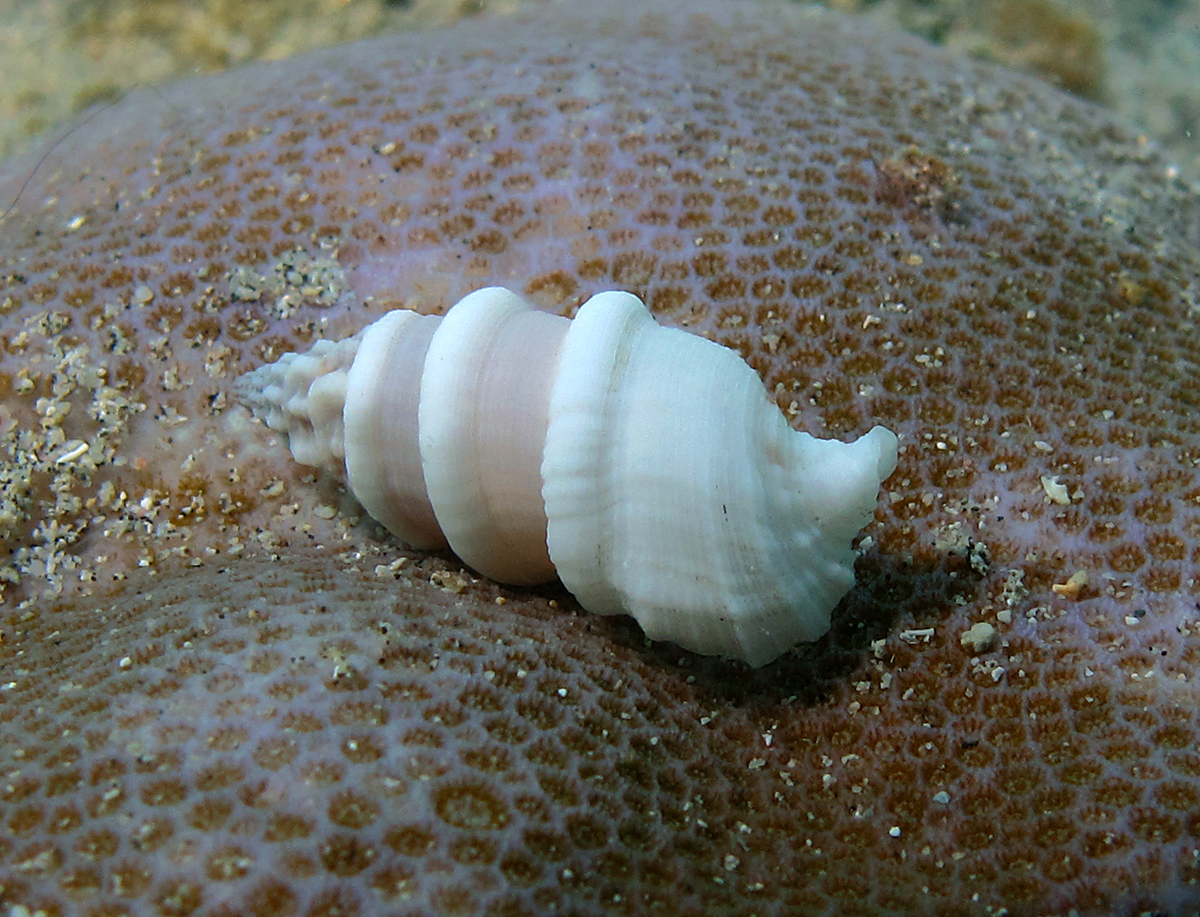
Cerithium torulosum
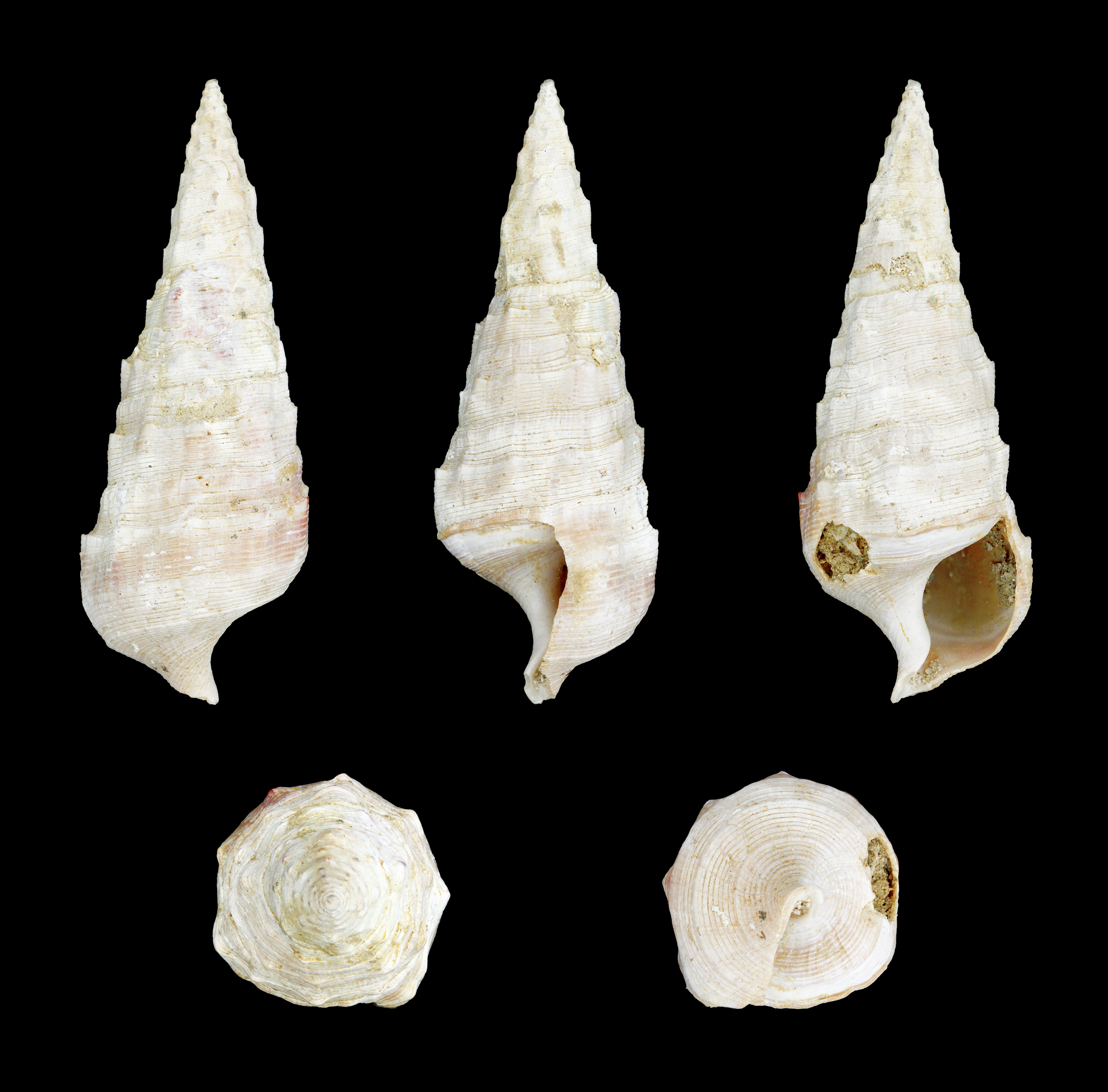
Cerithium varicosum
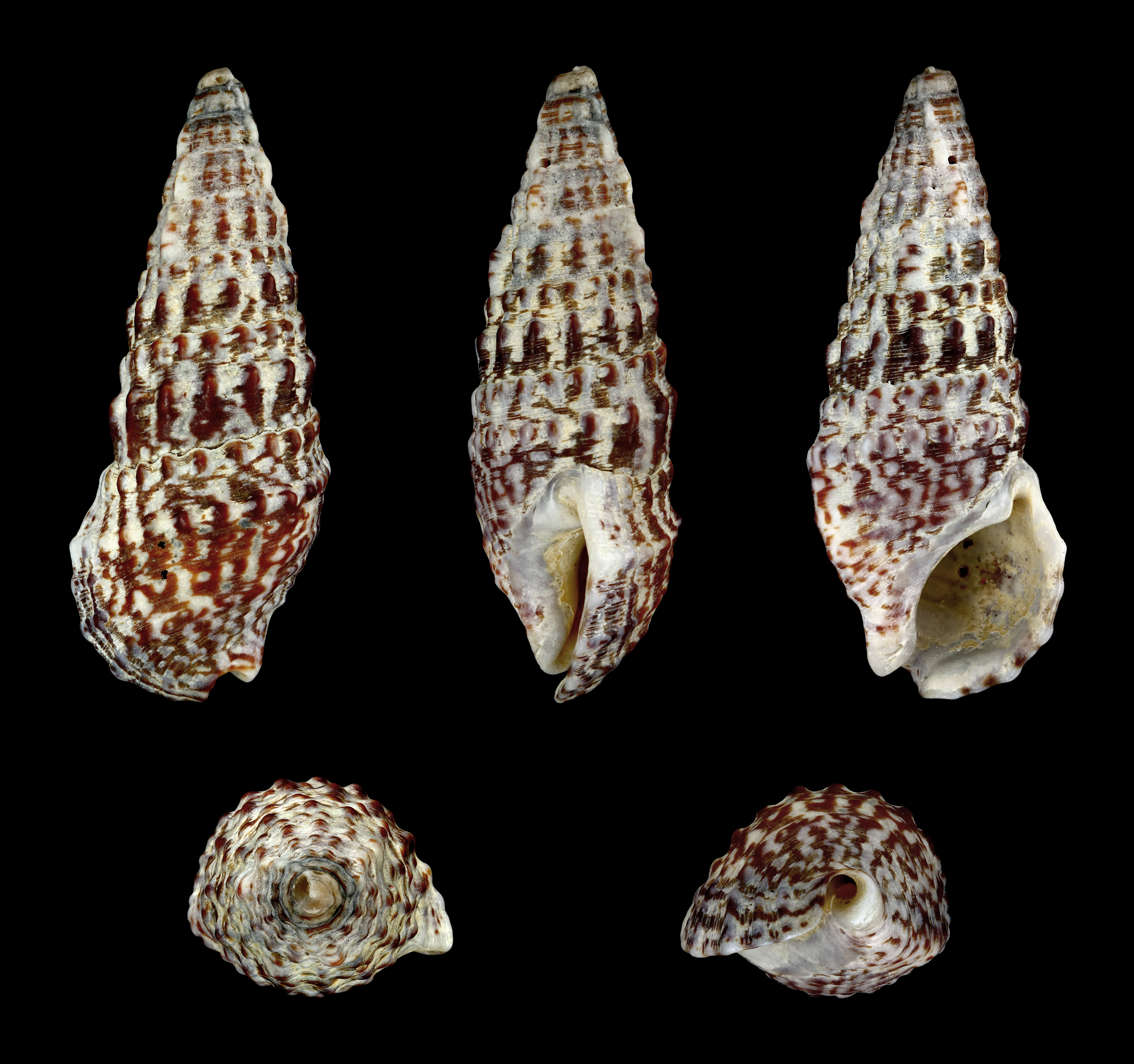
Cerithium vulgatum